# 南国市消防本部
南国市消防本部（なんこくししょうぼうほんぶ）は、高知県南国市の消防部局（消防本部）。

## 管内の現況
- 管内の人口 - 46,959人

2020年（令和2年）1月1日現在
- 管内の世帯数 - 19,786世帯

2020年（令和2年）1月1日現在
- 管内の面積 - 125.30km2

2020年（令和2年）1月1日現在

## 沿革
- 1967年（昭和42年）10月5日 - 南国市消防本部を南国市大埇甲1623番地の4に設置する[3]。
- 1968年（昭和43年）4月1日 - 南国市消防署を設置する[3]。
- 1969年（昭和44年）4月1日 - 救急業務を開始する[3]。
- 1973年（昭和48年）7月11日 - 南国市大埇甲1592番地の10に消防庁舎が落成し、業務を開始する[3]。
- 2003年（平成15年）10月23日 - 消防庁舎を現在地に移転し、業務を開始する[3]。
- 2012年（平成24年）4月1日 - 高機能消防指令システムの運用を開始する[3]。
- 2013年（平成25年）3月1日 - 消防救急デジタル無線システムの運用を開始する[3]。
- 2014年（平成26年）2月1日 - 防災行政無線システムの運用を開始する[3]。

## 組織
- 消防長
  - 消防次長
    - 総務課 - 総務係、消防団係
    - 警防課 - 警防係、救急救助係
    - 予防課 - 予防係、危険物係
    - 南国市消防署 - 第1消防係、第2消防係、第3消防係、第1救急係、第2救急係、第3救急係
      - 北部出張所 - 第1消防係、第2消防係、第3消防係

2019年（平成31年）4月1日現在

## 消防署等
| 消防署       | 所在地                   | 出張所                           |
| ------------ | ------------------------ | -------------------------------- |
| 南国市消防署 | 高知県南国市篠原164番地1 | 北部：高知県南国市久礼田297番地2 |

## 配置車両
| 配置車両         | 配置台数 |
| ---------------- | -------- |
| 消防ポンプ自動車 | 3        |
| 指揮車           | 1        |
| 化学消防車       | 1        |
| 救助工作車       | 1        |
| 水槽車           | 1        |
| 救急自動車       | 3        |

2019年（平成31年）4月1日現在